# Šaḫurunuwa (König)
Šaḫurunuwa war der Vizekönig von Karkemiš und der Sohn seines Vorgängers Šarri-Kušuḫ. Nicht sicher ist, ob er seinem Vater direkt in der Herrschaft folgte, oder ob vorher ein Bruder in Karkamiš herrschte, dessen Name bruchstückhaft mit „x-Šarruma“ wiedergegeben wird. Dieser überlieferte Name könnte aber auch der Zweitname von Šaḫurunuwa sein. Šaḫurunuwa führte 1275 v. Chr. ein eigenes Kontingent in die Schlacht bei Qadeš. Nach seinem Tod ging die Herrschaft auf seinen Sohn Ini-Teššub über.